# Ас-Салих Айюб ибн Мухаммад
Ас-Салих Наджм ад-Дин Айюб ибн Мухаммад или Ас-Салих II (араб. الملك الصالح نجم الدين ايوب‎; 1205—1249) — восьмой султан из династии Айюбидов, правивший Египтом с 1240 года.

## Биография

### Ранние годы
В 1221 году, в конце Пятого крестового похода, ас-Салих стал заложником, отправленным к крестоносцам как залог мирных намерений, в то время как Иоанн де Бриенн стал заложником его отца, султана аль-Камиля, пока Думьят не был возвращен Айюбидам.
В 1232 году ас-Салих получил в управление Хасанкейф в Джазире (ныне часть Турции), захваченный у артукидов.
В 1234 году аль-Камиль послал его править Дамаском, отстранив от наследования из-за подозрений в том, что ас-Салих при помощи мамлюков составил против него заговор. Его дядя, ас-Салих Исмаил ибн-Ахмад, вскоре изгнал его из Дамаска, и ас-Салих бежал в Джазиру, где объединился с хорезмийцами.
В 1238 году аль-Камиль умер, оставив ас-Салиха своим наследником в Джазире, а другого своего сына, аль-Адиля II, правителем Египта. В последовавших династических спорах ас-Салих взял под контроль Дамаск в 1239 году и стал использовать его в качестве плацдарма для расширения своих владений. Он получил поддержку старых эмиров отца в Египте, которые обратились к нему, чтобы избавиться от аль-Адиля. В начале 1240 года, когда ас-Салих готовился к вторжению в Египет, ему сообщили, что его брат был захвачен собственными солдатами. Ас-Салих был приглашен в Каир для вступления на трон. В июне 1240 года ас-Салих триумфально въехал в Каир.

### Восход мамлюков
После вступления на троне позиции ас-Салих были далеки от уверенных. Укрепление власти султана требовало лояльности кланов и других членов династии. В Египте эмиры сформировали фракцию Ashrafiyya с целью свергнуть ас-Салиха и заменить его ас-Салихом Исмаилом, который восстановил контроль над Дамаском после его ухода. Ас-Салих заперся в цитадели Каира и больше не мог доверять даже когда-то верным эмирам, которые привели его к власти. Отсутствие лояльных солдат привели его к тому, чтобы начать покупать большое количество рабов-кипчаков, которые были доступны в необычайно больших количествах после нашествия монголов в Центральную Азию. Вскоре рабы образовали ядро армии султана и стали известны как мамлюки . Ас-Салих не первым из правителей Айюбидов использовал мамлюков, но он был первым, кто зависел от них так сильно. Вместо простой вербовки небольшого числа мамлюков ас-Салих приобрел два полных корпуса, насчитывавших до 1000 человек . Одна единица была известна как «Речной корпус», или Bahriyya, потому что их гарнизон располагался на острове Равда посреди Нила. Второй, меньший корпус назывался Jamdārīyah и служил личной охраной султана. Мамлюки в конечном итоге свергнут династию Айюбидов и возьмут власть в свои руки.

### Война с другими Айюбидами и крестоносцами
Период 1240—1243 годов характеризовался в значительной степени сложными военными и дипломатическими маневрами с участием государства крестоносцев в Палестине, другими правителями династии Айюбидов в Сирии и хорезмийцами в Дияр-Мудар, которые ранее были союзниками ас-Салиха. Так же, как его бахриты-мамлюки были важны в обеспечении власти султана в Египте, хорезмийцы были полезны в обеспечении лояльности эмиров в соседних регионах.
В 1244 году по приглашению ас-Салиха хорезмийцы прошли через Сирию и Палестину и вступили в Иерусалим, который был передан Фридриху II, императору Священной Римской империи, султаном аль-Камилем в ходе шестого крестового похода. Позднее в том же году ас-Салих, снова в союзе с хорезмийцами, победил ас-Салиха Исмаила в Сирии, который находился в союзе с крестоносцами Иерусалимского королевства, в битве при Форбии.
В 1245 году ас-Салих захватил Дамаск. Однако ас-Салих не был в состоянии укрепиться в Дамаске. В 1246 году он решил, что его хорезмийские союзники опасны и неуправляемы, поэтому обратился против них и разбил их рядом с Хомсом. Потерявшие лидеров хорезмийцы рассеялись по всей Сирии и Палестине.
Захват ас-Салихом Иерусалима привел к началу нового крестового похода в Европе, и Людовик IX принял крест. Кампания проходила несколько лет, и в 1249 году Людовик вторгся в Египет и занял Дамиетту.

### Смерть и наследие
Ас-Салих воевал с дядей в Сирии, когда получил новости о вторжении крестоносцев. Султан быстро вернулся в Египет и расположился станом в Эль-Мансуре, где и умер в ноябре после того, как его нога была ампутирована в попытке спасти султана от гангрены. Ас-Салих не доверял своему наследнику, аль-Муаззаму Туран-шаху и держал его на безопасном расстоянии от Египта в Хасанкейфе . Вдова ас-Салиха, Шаджар ад-Дурр, смогла скрыть его смерть, пока Туран-шах не прибыл. Правление Туран-шаха было кратким, последовал долгий и сложный период междуцарствия, пока, в конце концов, мамлюки не взяли власть. Ас-Салих, таким образом, был последним крупным правителем Айюбидов, способным удерживать под своим контролем Египет, Палестину и Сирию.